# Pycnophyllum carinatum
Pycnophyllum carinatum är en nejlikväxtart som beskrevs av Muschler. Pycnophyllum carinatum ingår i släktet Pycnophyllum och familjen nejlikväxter. Inga underarter finns listade i Catalogue of Life.